# Jacques Brugnon
Jacques Brugnon (n. 11 mai 1895, Paris, Île-de-France, Franța – d. 20 martie 1978, Monaco) a fost un jucător de tenis francez, medaliat olimpic. A participat la o ediție a Jocurilor Olimpice (1924) în care a câștigat o medalie de argint.

## Participări
Lista de mai jos prezintă principalele competiții la care a participat Jacques Brugnon de-a lungul carierei.
- tennis at the 1924 Summer Olympics – men's doubles[*]